# Christoph Klein (Mediziner, 1964)
Christoph Klein (* 18. August 1964 in Kirchen (Sieg)) ist ein deutscher pädiatrischer Hämatologe und Onkologe. Seit 2011 ist er Ärztlicher Direktor der Kinderklinik und Kinderpoliklinik im Dr. von Haunerschen Kinderspital der Ludwig-Maximilians-Universität München.

## Leben
Nach seinem Abitur 1983 am Gymnasium Ehingen studierte Christoph Klein als Stipendiat des Cusanuswerkes Philosophie und Medizin in Ulm, Harvard und München. 1990 schloss er das Medizinstudium ab und promovierte 1991 zum Dr. med. 1993 schloss er das Philosophie-Studium mit einem Magister Artium ab. 2000 promovierte er zum Docteur ès sciences an der Universität Pierre und Marie Curie in Paris.
Er absolvierte seine pädiatrische Weiterbildung am Dr. von Haunerschen Kinderspital der Ludwig-Maximilians-Universität München und an der Kinderklinik der Albert-Ludwigs-Universität Freiburg. Am Hôpital Necker, Paris, erhielt er eine Schwerpunktausbildung in pädiatrischer Immunologie. Am Boston Children’s Hospital der Harvard Medical School absolvierte er ein klinisches Fellowship in pädiatrischer Hämatologie/Onkologie und lehrte im Anschluss dort als Dozent. Im Jahr 2000 erhielt Klein einen Ruf auf eine Professur der Friedrich-Alexander-Universität Erlangen-Nürnberg sowie der Medizinischen Hochschule Hannover. Von 2008 bis Anfang 2011 leitete er als Ärztlicher Direktor die Klinik für Pädiatrische Hämatologie und Onkologie der Medizinischen Hochschule Hannover. Zum 1. März 2011 wechselte er als Direktor der Universitäts-Kinderklinik an die Ludwig-Maximilians-Universität München.

## Wissenschaft
Kleins wissenschaftliche Interessen konzentrieren sich auf die Fragen der molekularen Pathophysiologie primärer Immundefekterkrankungen, der Biologie von Stammzellen und der Hämatopoese, der Gentherapie und der Tumorimmunologie. Die Arbeitsgruppe um Christoph Klein entdeckte mehrere angeborene Erkrankungen des Blutes und Immunsystems und klärte ihre genetischen und pathophysiologischen Ursachen auf (u. a. HAX1, LAMTOR2, G6PC3, IL10RA und IL10RB, VPS45, CSF3R, STK4, IL21R, JAGN1, MYSM1, SMARCD2, CARMIL2, RIPK1, CD137). Darüber hinaus legte das Team die Grundlagen für neue genetische und zelluläre Therapieverfahren für Kinder mit seltenen Erkrankungen des Immunsystems (z. B. die genetische Korrektur von Blutstammzellen bei Wiskott-Aldrich-Syndrom, Therapie frühkindlicher Darmentzündungen durch allogene Blutstammzellen).
Christoph Klein gründete die interdisziplinäre deutsche Studiengruppe zur Erforschung lymphoproliferativer Erkrankungen nach Organtransplantation. Er ist Gründungssprecher der deutschen Forschungsverbünde zu seltenen Erkrankungen, Mitglied vieler Fachgesellschaften und Koordinator diverser nationaler und internationaler Forschungsverbünde. Seit 2012 leitet er das Münchner Zentrum für seltene Erkrankungen.
2018 etablierte er an der Munich Medical Research School der Ludwig-Maximilians-Universität den internationalen Ph.D.-Studiengang „Genomic and Molecular Medicine – Personalized Approaches to Childhood Health“.
Für seine wissenschaftlichen Leistungen wurde Christoph Klein 2010 von der Deutschen Forschungsgemeinschaft als erster Kinderarzt mit dem Gottfried Wilhelm Leibniz-Preis ausgezeichnet.
Seit Juli 2020 koordiniert Christoph Klein zusammen mit seinem Kollegen und stellvertretendem Direktor des Dr. von Haunerschen Kinderspitals Johannes Hübner eine bayernweit angelegte Studie zur Erforschung von SARS-CoV-2 bei Kindern. „COVID Kids Bavaria“ wird vom Bayerischen Staatsministerium für Wissenschaft und Kunst gefördert und gemeinsam von den sechs Universitätskinderkliniken im Freistaat durchgeführt. Die Studie begleitet die Öffnung von Kinderbetreuungseinrichtungen und Schulen wissenschaftlich und nimmt neben der Ansteckungsgefahr durch SARS-CoV-2 auch allgemeine Fragen der Kindergesundheit in den Blick.

## Gesellschaftliches Engagement
Christoph Klein setzt sich seit vielen Jahren für eine bestmögliche medizinische Versorgung schwerkranker Kinder ein. 2009 gründete er zusammen mit dem Juristen Andreas Staudacher die Care-for-Rare Foundation, eine gemeinnützige Stiftung für Kinder mit seltenen Erkrankungen. Vision der Stiftung ist es, dass kein Kind mehr an seiner seltenen Erkrankung sterben muss und hierfür die entsprechende medizinische Hilfe erfährt – unabhängig von seiner ethnischen Herkunft und den finanziellen Möglichkeiten seiner Familie.
Daneben setzt sich Klein für die Verbesserung der psychosozialen Versorgung schwerkranker Kinder in Deutschland ein und rief am Dr. von Haunerschen Kinderspital in München das erste deutsche Child Life Specialists-Programm ins Leben.
Als Advokat für kranke Kinder äußert sich Christoph Klein regelmäßig in der Öffentlichkeit und wirbt für einen höheren Respekt gegenüber kranken Kindern. Gemeinsam mit weiteren Repräsentanten der deutschen Universitätspädiatrie organisierte er im April 2019 den 1. Deutschen Kindergesundheitsgipfel, um den akademischen Diskurs zur Bedeutung der UN-Kinderrechtskonvention für das deutsche Gesundheitswesen zu stärken.
Als Mitbegründer einer Initiative zur Steigerung bürgerschaftlichen Engagements (pro.movere) koordiniert er darüber hinaus die jährliche Verleihung des Bayerischen Stifterpreises unter der Schirmherrschaft des Herzogs von Bayern.

## Auszeichnungen
- 1998: Scholar Award, American Society of Hematology[23]
- 2006: Yamagiwa-Yoshida Memorial Award (UICC), Japan[24]
- 2006: Kind-Philipp-Preis, Gesellschaft für Pädiatrische Onkologie und Hämatologie[25]
- 2007: GlaxoSmithKline Prize[26]
- 2007: Rudolf Schoen-Preis[27]
- 2007: Adalbert-Czerny-Preis[28]
- 2010: Gottfried Wilhelm Leibniz-Preis[10]
- 2011: European Research Council Advanced Grant Explore[29]
- 2011: Eva Luise Köhler Forschungspreis[30]
- 2011: Paul-Martini-Preis[31]
- 2011: William Dameshek Prize, American Society of Hematology[32]
- 2013: Hector Wissenschaftspreis und Mitglied, Hector Fellow Academy[33]
- 2014: Mitglied der American Society for Clinical Investigation[34]
- 2015: Cusanus-Preis, Stiftung Begabtenförderung Cusanuswerk[35]
- 2016: Preis für die Care-for-Rare Foundation als Wissenschaftsstiftung des Jahres, Deutsche Universitätsstiftung[36]
- 2016: Khwarizmi International Award, Islamische Republik Iran[37]

## Kontroverse
Das Süddeutsche Zeitung Magazin veröffentlichte 2016 einen Artikel, in dem Christoph Klein auf Basis von Mutmaßungen unmoralisches Handeln auf dem Rücken kranker Kinder unterstellt wurde. Der Artikel berichtet über eine Gentherapiestudie zur Behandlung des seltenen Wiskott-Aldrich-Syndroms, einer lebensbedrohlichen Erkrankung des Blutes und Immunsystems. Klein hatte mit seinem Team 2006 bis 2009 nach Jahren intensiver Forschungsarbeit und ethischer Reflexion mit Experten der Bioethik eine der weltweit ersten Stammzellgentherapie-Studien initiiert, um kranken Kindern Hoffnung auf Heilung zu schenken, die ohne eine experimentelle Therapie kaum Chancen auf ein gesundes Leben gehabt hätten. Die innovative Stammzellgentherapie führte zunächst zu einer partiellen oder kompletten Heilung bei neun von zehn Patienten. Sie konnten mit guter Lebensqualität ein gesundes Leben führen. Mehrere Jahre später aber entwickelten die behandelten Patienten infolge der Gentherapie Leukämien, die wiederum einer intensiven Behandlung bedurften. Die statistische Langzeitüberlebensrate lag mit 70 % nicht über dem Wert, der durch eine komplikationsreiche herkömmliche Transplantation von Blutstammzellen zu erwarten gewesen wäre.
Das SZ-Magazin stellte jedoch die Behauptung auf, dass einige Patienten mit einer herkömmlichen Stammzelltherapie hätten geheilt werden können, sie aber in die Studie eingeschlossen und mit einer risikoreichen Gentherapiemethode behandelt wurden. Das erhöhte Leukämierisiko der in der Studie verwendeten Genfähren sei bereits vor dem Start der Studie bekannt gewesen. Der Artikel unterstellte weiterhin, dass die Eltern der Kinder nicht umfänglich aufgeklärt worden seien und die Ethikkommission die Studie nicht regelkonform begutachtet habe.
Christoph Klein ging rechtlich gegen diese Anschuldigungen vor und erwirkte zwei einstweilige Verfügungen gegen das SZ-Magazin und den Reporter Johannes Boie (Landgericht Hamburg Az. 324 O 268/16, Az. 324 O 536/16, Az. 324 O 268/16). Das Landgericht Hamburg verkündete am 8. September 2017, dass die Verdachtsberichterstattung des SZ-Magazins von Anbeginn rechtswidrig war und schwerwiegend in das allgemeine Persönlichkeitsrecht des Arztes eingegriffen hat (Landgericht Hamburg Az. 324 O 795/16). Die Magazin Verlagsgesellschaft Süddeutsche Zeitung mbH wurde zu einer korrigierenden Berichterstattung im Sinne eines Nachtrags verurteilt.
Aufgrund der in vielen Punkten unzutreffenden Berichterstattung des SZ-Magazins hat die Medizinische Fakultät der Ludwig-Maximilians-Universität München eine unabhängige Prüfung der medizinischen, rechtlichen und ethischen Aspekte der Studie in Auftrag gegeben. Eine Kommission renommierter Professoren kommt auf der Grundlage eigener Sichtung und Bewertung sowie auf der Grundlage externer Fachgutachten zu dem Ergebnis: „Es ergibt sich kein Anhalt für ein wissenschaftliches, ärztliches, rechtliches oder ethisches Fehlverhalten von Herrn Prof. Dr. med. Dr. sci. nat. Christoph Klein bei der Durchführung der Klinischen Phase I/II-Studie ,Durchführbarkeit, Sicherheit und Wirksamkeit der Transplantation retroviral transduzierter hämatopoetischer Stammzellen zur Therapie des Wiskott-Aldrich-Syndroms'.“
Die Eltern der behandelten Patienten stellen sich hinter Christoph Klein und gaben ihrem Unverständnis angesichts der Berichterstattung Ausdruck. Auch Ärzte und Wissenschaftler aus Deutschland, Österreich, den USA, Kanada und Japan kritisierten in einem offenen Brief die „Rufmordkampagne“ des SZ-Magazins.
Laut SZ-Magazin im Juli 2017 blieb durch das Gerichtsurteil der Kern ihrer Geschichte unberührt. Das Magazin hielt die Veröffentlichung weiterhin für richtig.